# Layton Williams
Layton Williams (Bury, Gran Mánchester, 13 de septiembre de 1994) es un actor, cantante, bailarín e intérprete de teatro musical británico, conocido por interpretar el papel de Stephen Carmichael en la serie de televisión Bad Education y por su trabajo en el teatro del West End. Su primer trabajo fue a los doce años interpretando el papel principal en Billy Elliot en el West End.
Durante su infancia también interpretó al joven Michael Jackson en el musical Thriller – Live, a Kylie en la serie de la BBC, Beautiful People y apareció en la serie documental de CBBC, School for Stars, que documentaba la vida en la escuela de interpretación Italia Conti. Desde finales de 2016, empezó a interpretar a Angel en la gira del vigésimo aniversario de Rent por el Reino Unido. La producción, en particular su actuación, recibió críticas muy favorables. A partir de enero de 2019 interpretó el personaje principal de Jamie New en Todo el Mundo Habla de Jamie hasta mayo de 2022 e interpretó el personaje originalmente en el West End, pero luego lo interpretó en la gira británica de la producción.

## Primeros años
Williams nació en Bury, Gran Mánchester, de madre blanca y padre de ascendencia jamaicana. Sus abuelos paternos son jamaicanos y su padre nació en el Reino Unido. Tiene varios hermanos y hermanastros. A los 11 años se fue a Londres para dedicarse a la interpretación.
Tras varios meses de entrenamiento en la Academia Billy Elliot de Leeds, Williams debutó en Billy Elliot el 26 de febrero de 2007 en el West End de Londres. Su entrenamiento se documentó en el programa The Paul O'Grady Show, en el que apareció el 25 de mayo de 2007, y después en varios programas matinales de televisión, entrevistas televisivas y breves clips relacionados con el musical. Ofreció su última actuación en el musical el 29 de noviembre de 2008, siendo el segundo intérprete que más tiempo ha interpretado a «Billy» en la historia del espectáculo. El 31 de enero de 2009, dos meses después de su última actuación, Layton apareció en el programa Feelgood Factor de ITV, donde él y otros dos actores de «Billy», Tanner Pflueger y Tom Holland, interpretaron una versión especialmente coreografiada de Angry Dance de Billy Elliot.
Williams recibió clases de baile urbano y teatro en el taller de teatro de Carol Godby en Bury y clases de ballet en el Centre Pointe de Mánchester. Williams obtuvo una beca para la Sylvia Young Theatre School de Marylebone, Londres, donde permaneció hasta 2008. Estudió en el Broad Oak High School de Bury, su ciudad natal, y después en la Italia Conti Academy of Theatre Arts de Londres. Durante su estancia en Italia Conti, Williams apareció en un documental infantil titulado School for Stars que se emitió en el canal de televisión infantil CBBC.

## Carrera
Le ofrecieron el papel del joven Michael Jackson en el musical del West End, Thriller – Live, donde hizo unas pocas actuaciones antes de que se le quedara pequeño el papel. Williams se dio a conocer al público televisivo como el personaje de Kylie, actuando, bailando y cantando en la comedia de la BBC Two, Beautiful People, de 2008 a 2009. De 2012 a 2014, interpretó a Stephen Carmichael en la comedia de la BBC, Bad Education, y también apareció en la película derivada de 2015. Regresó al programa para el especial de reunión de 2022 y se convirtió en el coprotagonista de la cuarta temporada del programa junto a Charlie Wernham.
Williams se fue de gira con el espectáculo de Matthew Bourne, The Car Man. Después interpretó el papel de Duane en la gira 2015-2016 de Hairspray. Anunció que también formaría parte del nuevo reparto del 20 aniversario de Rent, que estuvo de gira por el Reino Unido a partir de octubre de 2016. Consiguió el papel principal en el exitoso musical Todo el Mundo Habla de Jamie en el teatro Apollo del West End de Londres, donde interpretaría el papel de Jamie durante 11 meses. En agosto de 2019, se anunció que se uniría al elenco de la gira del musical, que se pospuso debido a la pandemia de COVID-19, pero más tarde se reanudó en 2021. La producción también se estrenó en Estados Unidos en el teatro Ahmanson de Los Ángeles en enero de 2022, donde Williams interpretó también a Jamie.
En agosto de 2023, Williams fue anunciado como concursante de la vigesimoprimera temporada de Strictly Come Dancing. Formó pareja con el bailarín profesional Nikita Kuzmin. Quedaron subcampeones junto a Bobby Brazier y Dianne Buswell, y perdieron ante los ganadores Ellie Leach y Vito Coppola.
Del 3 de junio al 21 de septiembre de 2024, Williams interpretó a la maestra de ceremonias en Cabaret en el Kit Kat Club del teatro Playhouse junto a Rhea Norwood como Sally Bowles.

### Otros proyectos
Williams es un firme defensor de las organizaciones benéficas Stonewall y Ditch the Label. Es director de «Pros From The Shows», que organiza talleres de danza, canto e interpretación por todo el Reino Unido. También ha lanzado una exitosa línea de ropa.

## Vida personal
Williams es gay y ha hablado de cómo aceptó su sexualidad mientras trabajaba en Billy Elliot en Londres.

## Créditos como actor

### Película y televisión
| Año                    | Título                      | Papel                                     | Notas                            |
| ---------------------- | --------------------------- | ----------------------------------------- | -------------------------------- |
| 2008–2009              | Beautiful People            | Kylie Parkinson                           |                                  |
| 2010                   | School For Stars            | Él mismo                                  |                                  |
| 2011                   | Postcode                    | Russell                                   |                                  |
| 2012–2014 2022–present | Bad Education               | Stephen Carmichael                        | Reparto principal (33 episodios) |
| 2015                   | The Bad Education Movie     | Stephen Carmichael                        | Película                         |
| 2018                   | Benidorm                    | Asistente de facturación en el aeropuerto |                                  |
| 2020                   | The Magic of Movie Musicals | Él mismo                                  |                                  |
| 2021                   | The Cleaner                 | Bernard / "Hosea"                         | Episodio: «The Influencer»       |
| 2021                   | Todos hablan de Jamie       | Bailarín                                  |                                  |
| 2022                   | Queens for the Night        | Juez                                      |                                  |
| 2022                   | I Hate Suzie                | Adam Jackson                              | 3 episodios                      |
| 2023                   | I Kissed a Boy              | Él mismo                                  | Narrador                         |
| 2023                   | Strictly Come Dancing       | Él mismo                                  | Subcampeón; temporada 21         |

### Teatro
| Año     | Título                       | Papel                                         | Teatro                              | Ubicación                        |
| ------- | ---------------------------- | --------------------------------------------- | ----------------------------------- | -------------------------------- |
| 2007–08 | Billy Elliot                 | Billy Elliot                                  | Teatro Victoria Palace              | West End                         |
| 2015    | The Car Man                  | Bailarín                                      | Royal Albert Hall                   | Londres                          |
| 2016    | Hairspray                    | Duane / Estudiante suplente Seaweed J. Stubbs | Gira nacional por el Reino Unido    | Gira nacional por el Reino Unido |
| 2016–17 | Rent                         | Angel                                         | Gira nacional por el Reino Unido    | Gira nacional por el Reino Unido |
| 2017–18 | Hairspray                    | Seaweed J. Stubbs                             | Gira nacional por el Reino Unido    | Gira nacional por el Reino Unido |
| 2018–19 | Kiss Me, Kate                | Paul                                          | Sheffield Crucible                  | Sheffield                        |
| 2019–20 | Todo el Mundo Habla de Jamie | Jamie New                                     | Teatro Apollo                       | West End                         |
| 2021–22 | Todo el Mundo Habla de Jamie | Jamie New                                     | Gira nacional por el Reino Unido    | Gira nacional por el Reino Unido |
| 2022    | Todo el Mundo Habla de Jamie | Jamie New                                     | Teatro Ahmanson                     | Los Ángeles                      |
| 2024    | Cabaret                      | Emcee                                         | Club Kit Kat en el teatro Playhouse | West End                         |
| 2025    | Titanique                    | Iceberg                                       | Teatro Criterion                    | West End                         |

### Talleres
| Año  | Título            | Teatro         | Ubicación |
| ---- | ----------------- | -------------- | --------- |
| 2021 | Halls The Musical | Teatro Turbine | Londres   |

## Premios
| Año  | Premio                       | Categoría                    | Trabajo                      | Resultado | Ref.   |
| ---- | ---------------------------- | ---------------------------- | ---------------------------- | --------- | ------ |
| 2019 | Black British Theatre Awards | Best Male Actor in a Musical | Todo el Mundo Habla de Jamie | Ganador   | [ 15 ] |
| 2020 | Black British Theatre Awards | LGBTQ+ Champion              | Todo el Mundo Habla de Jamie | Ganador   | [ 16 ] |